# Кош (округ Пр'євідза)
Кош (словац. Koš) — село, громада округу Пр'євідза, Тренчинський край. Кадастрова площа громади — 13.59 км².
Населення 1058 осіб (станом на 31 грудня 2020 року).

## Історія
Кош згадується 1367 року.

## Населення
| Рік:            | 1994. | 2004.    | 2014.    | 2024.    |
| --------------- | ----- | -------- | -------- | -------- |
| Кількість осіб: | 802   | 900      | 1150     | 1005     |
| Різниця:        |       | +12,21 % | +27,77 % | -12,60 % |

| Рік:            | 2023. | 2024.   |
| --------------- | ----- | ------- |
| Кількість осіб: | 1024  | 1005    |
| Різниця:        |       | -1,85 % |